# Trường phái Chicago (kiến trúc)

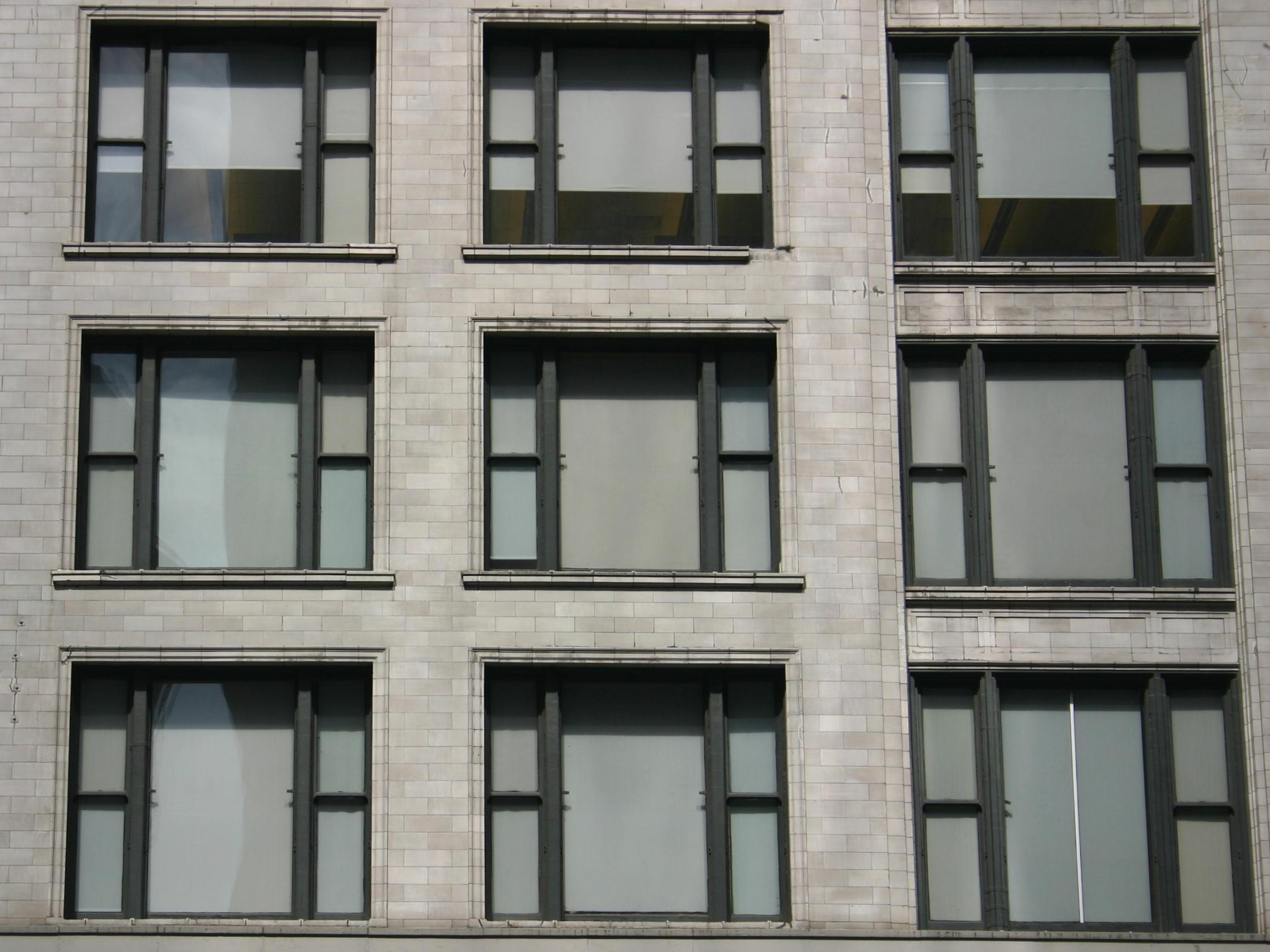
Cửa sổ dạng lưới của trường phái kiến trúc Chicago.

Kiến trúc Chicago ra đời ở Mỹ và nổi tiếng khắp thế giới, tạo thành phong cách kiến trúc được gọi là trường phái Chicago hay còn gọi là phong cách kiến trúc thương mại. Trong lịch sử kiến trúc, các kiến trúc sư làm việc tại Chicago vào đầu của thế kỷ 20 đã hình thành nên trường phái này. Họ là những người đầu tiên đề xướng những công nghệ mới chế tạo khung thép xây dựng trong các tòa nhà thương mại, và đồng thời phát triển một không gian thẩm mỹ, sau đó đã gây ảnh hưởng và phát triển song song với kiến trúc Hiện đại của Châu Âu. "Trường phái Chicago thứ hai" sau đó đã nổi lên trong những năm 1940 và 1970 với việc đi tiên phong trong công nghệ xây dựng mới và các hệ thống kết cấu như kết cấu khung ống.